# 市役所前停留場 (廣島縣)
市役所前停留場（日语：／ Shiyakusho-mae teiryūjō */?），又稱市役所前電車站和市政廳前電車站，是位於廣島縣廣島市中區國泰寺町1丁目，廣島電鐵宇品線的電車站。車站編號為U4。
此電車站東邊鄰接廣島市政廳。

## 歷史
在1912年（大正元年），宇品線紙屋町至御幸橋之間開通，此電車站啟用，當時電車站名為真菰橋停留場（日语：／）。電車站名稱取自此電車站附近，跨越西塔川（西堂川）的真菰橋。電車站也比較接近真菰橋。真菰橋的東岸是真菰町，該町在1919年（大正8年）改名為國泰寺町，而電車站名稱也改為公會堂前停留場（日语：／）。名稱取自鄰近此電車站的廣島市公會堂（當時），現時成為了中區公所。在太平洋戰爭中，由於建築物成為了疏開而受到破壞。
此電車站在戰時的1944年（昭和19年）暫停營業。隨後在1946年（昭和21年）11月重開。同時改名為市政役所前停留場。
- 1912年（大正元年）11月23日 - 宇品線紙屋町至御幸橋之間開通，此電車站啟用。當時電車站名為真菰橋停留場[2]。
- 1919年（大正8年）起 - 電車站改名為公會堂前停留場[2]。
- 1944年（昭和19年）6月10日 - 電車站暫停營業[2]。
- 1946年（昭和21年）11月1日 - 電車站重開，同時改名為市役所前停留場[2]。
- 2009年（平成21年）2月 - 月台加設上蓋和廣告牌[4]。在月尾把月台遷移[5]。

在電車站名稱由「真菰橋」改名為「公會堂前」的日期為1917年（大正6年），但是《広島電鉄開業100年・創業70年史》指出截至1918年（大正7年），電車站名稱還是「真菰橋」。

## 電車站構造
電車站是建造在共用行車道上。電車站設有2面2線的相對式低地台月台（千鳥式月台），路線向南北兩邊延伸，月台之間設有路口。路口北邊是紙屋町方向的上行月台，南邊是廣島港方向的下行月台。在2009年（平成21年）月台進行了遷移，在遷移前，北邊是下行月台，南邊是上行月台。
在月台上設有上蓋和廣告牌。這些設施在2009年加設，為日本首座電車站設有這種設備。上下月台均為無障礙環境。

### 運行系統
此電車站是宇品線電車站之一。0、1、3、7系統會駛入此站。
| 下行月台 | 1號線 · 3號線 | 前往廣島港     |
| 下行月台 | 3號線         | 前往宇品二丁目 |
| 下行月台 | 0號線 · 7號線 | 前往廣電本社前 |
| 下行月台 | 0號線         | 前往日赤醫院前 |
| 上行月台 | 1號線         | 前往廣島站     |
| 上行月台 | 3號線         | 前往廣電西廣島 |
| 上行月台 | 7號線         | 前往橫川站     |

## 電車站周邊
電車站附近設有廣島市政廳、中區公所、廣島中央郵局等公共設施。周邊也有許多辨公大樓。電車站位於國道54號上，電車站南邊設有國道2號通過。
- JA大廈
- NTT DOCOMO廣島大手町大廈（舊稱NTT DOCOMO中國（日语：エヌ・ティ・ティ・ドコモ中国）大手町大廈）
- 廣島縣立廣島國泰寺高等學校（日语：広島県立広島国泰寺高等学校）
- 廣島縣立西高等学校（日语：広島県立西高等学校）
- 廣島市立國泰寺中學（日语：広島市立国泰寺中学校）
- 廣島市立大手町商業高等學校（日语：広島市立大手町商業高等学校）
- 市政廳前巴士站（廣電巴士（日语：広電バス）、廣島巴士（日语：広島バス）、中國JR巴士、藝陽巴士（日语：芸陽バス））

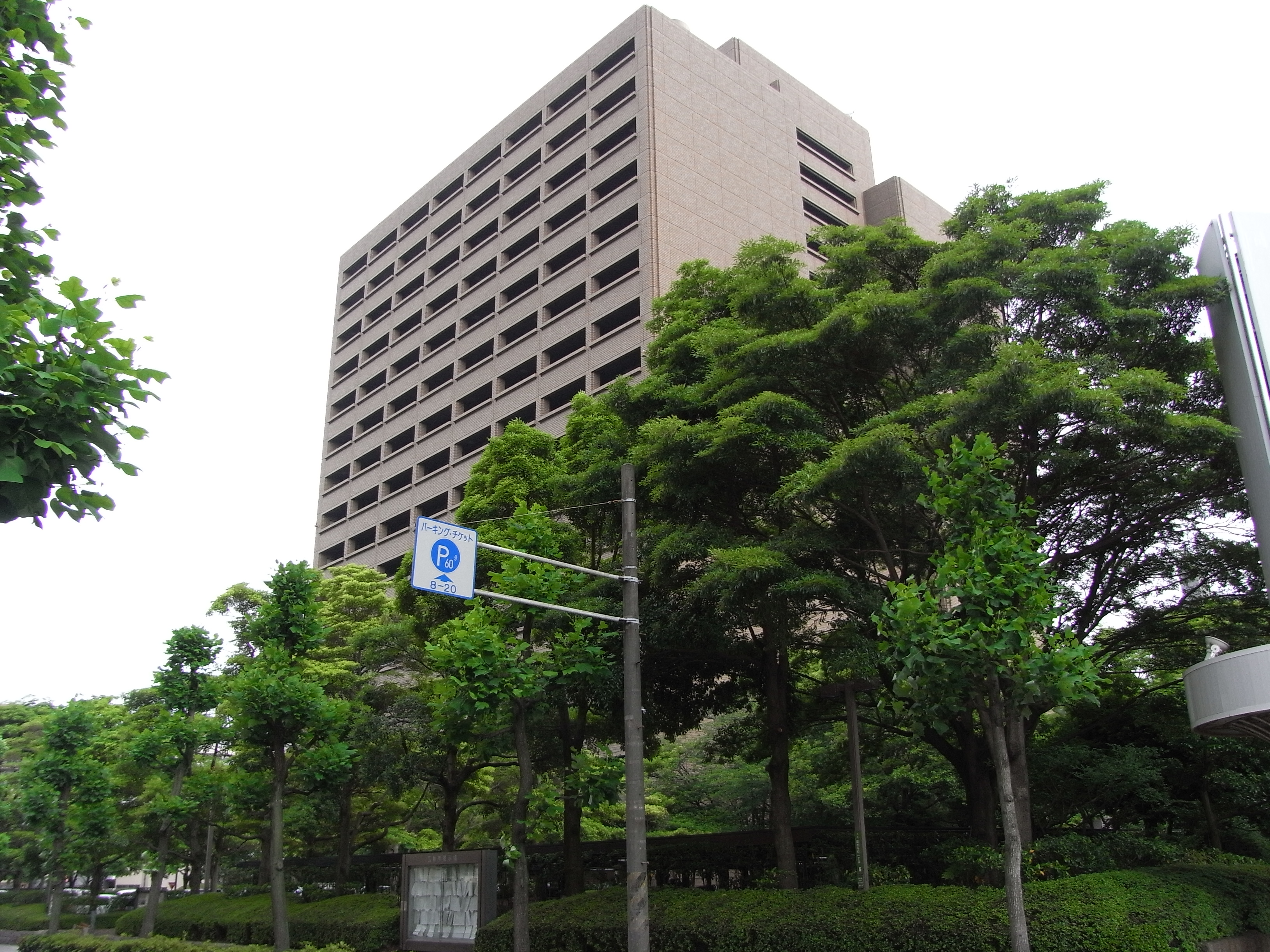
廣島市政廳
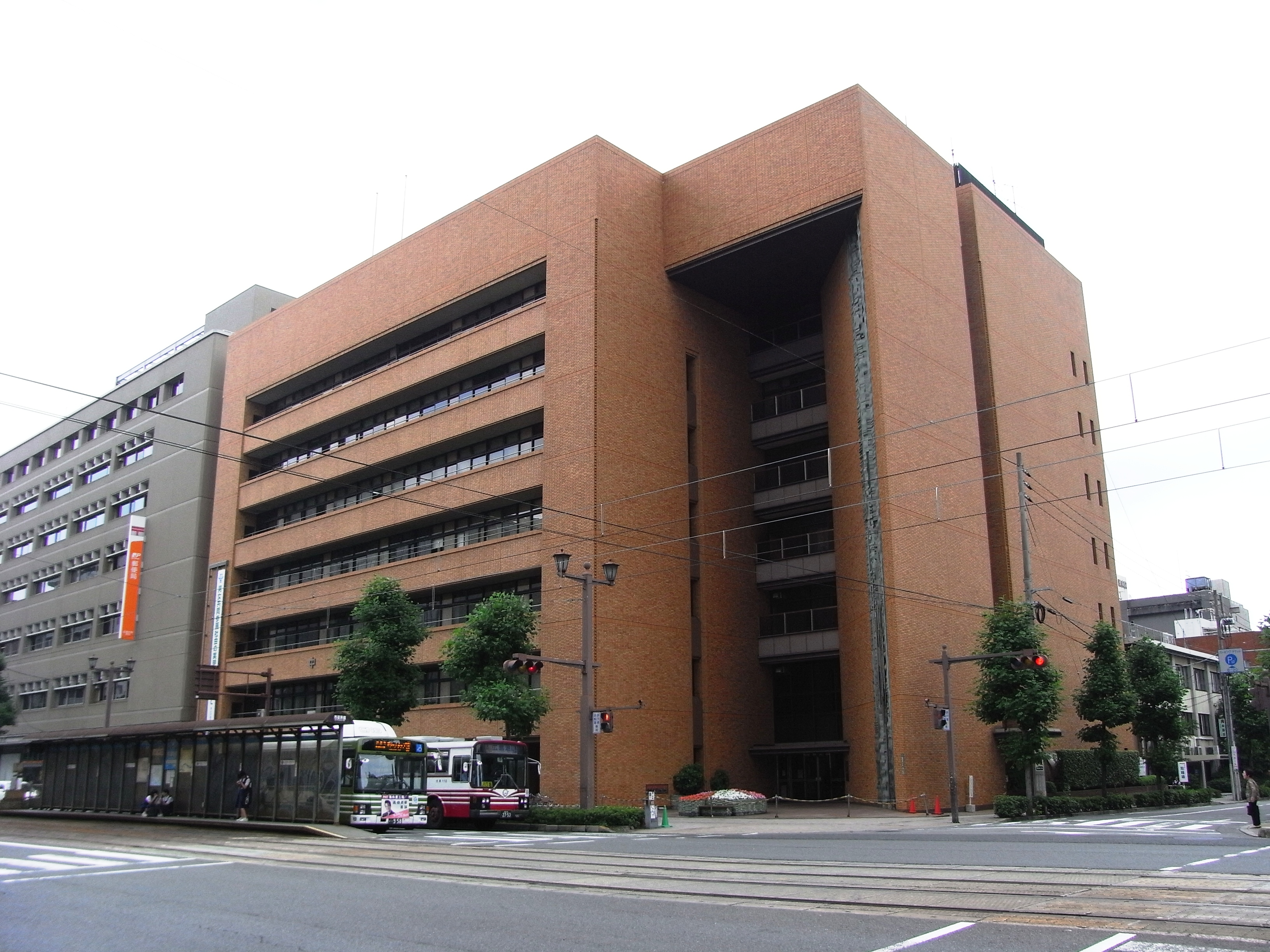
廣島市中區公所

## 相鄰電車站
廣島電鐵
■宇品線
中電前（U3）－市役所前（U4）－鷹野橋（U5）

## 注腳
1. 1 2 3 4  川島令三. . 【図説】 日本の鉄道. 第7巻 広島エリア. 講談社. 2012: 10・79頁. ISBN 978-4-06-295157-9 （日语）.
2. 1 2 3 4 5 6 7  《広電が走る街 今昔》150-157頁
3. 1 2 3  《広電が走る街 今昔》73-74頁
4. 1 2  《広島電鉄開業100年・創立70年史》296・445頁
5. 1 2   (新闻稿). 広島電鉄. 2009-02-13  [2016-10-06]. （原始内容存档于2015-03-26） （日语）.
6. ↑  今尾惠介（監修）. . 11 中国四国. 新潮社. 2009: 37. ISBN 978-4-10-790029-6.
7. ↑  《広島電鉄開業100年・創立70年史》49頁
8. ↑  川島令三.  中国篇 2. 草思社. 2009: 103・109頁. ISBN 978-4-7942-1711-0 （日语）.
9. ↑  中國地方整備局道路部路政課.  (PDF). 道路行政セミナー (一般財団法人道路新産業開発機構).   [2015-11-08]. （原始内容存档 (PDF)于2020-11-29） （日语）.

## 外部連結
- 市役所前 | 電車情報：電停指南 （页面存档备份，存于）（日語） - 廣島電鐵